# Steve Wright (giocatore di football americano)
Stephen Thomas Wright, conosciuto come Steve Wright (Louisville, 17 luglio 1942 – Augusta, 1º giugno 2025) è stato un giocatore di football americano statunitense che giocò nel ruolo di offensive tackle nella National Football League (NFL). Al college giocò a football all'Università dell'Alabama vincendo un campionato NCAA.

## Carriera
Wright fu scelto nel corso dell'ottavo giro del Draft NFL 1964 dai Green Bay Packers, con cui in quattro stagioni vinse tre campionati, inclusi i primi due Super Bowl della storia. Nelle stagioni successive giocò con New York Giants, Washington Redskins, Chicago Bears e St. Louis Cardinals. Nei suoi nove anni di carriera disputò 101 partite, di cui 43 come titolare.

## Palmarés
- Campionati NFL : 1

Green Bay Packers: 1965
- Super Bowl : 2

Green Bay Packers: I, II